# Stoy
Stoy – wieś w Stanach Zjednoczonych, w stanie Illinois, w hrabstwie Crawford.